# Ingela Romare
Ingela Margareta Romare, född 13 december 1937 i Stockholm, är en svensk filmregissör. 
Romare, som är dotter till häradshövding Gustaf Romare och sjukgymnasten Svenborg, född Böös, blev filosofie kandidat vid Lunds universitet 1964 och genomgick regilinjen vid Svenska Filminstitutets filmskola 1965-1968. 
Hon var verksam som skådespelare 1959–1965, engagerad vid Teater 23 i Malmö, Atelierteatern i Göteborg, Stockholms stadsteater och frilansande filmare från 1968. Hon var ordförande i Svenska Kvinnors Filmförbund 1979–1982. Hon har regisserat dokumentärfilmer från Vietnam, Afrika och Sverige för Sveriges Television (SVT), var en av skaparna av Den vita sporten (1968) samt regisserade Mod att leva (långfilm, 1983). Hon tilldelades Ture Nerman-priset 2005. 

## Teater

### Roller (ej komplett)
| År   | Roll    | Produktion                  | Regi           | Teater                                  |
| ---- | ------- | --------------------------- | -------------- | --------------------------------------- |
| 1965 | Flickan | Offret Lennart F. Johansson | Göran Graffman | Stockholms stadsteater på Lilla Teatern |